# Saurer type B (modèle de camion)
Pour la série de camions produite de 1926 à 1939, voir Saurer type B.
Le Saurer type B est un modèle de camion fabriqué par Saurer-Suresnes pendant la Première Guerre mondiale.

## Historique

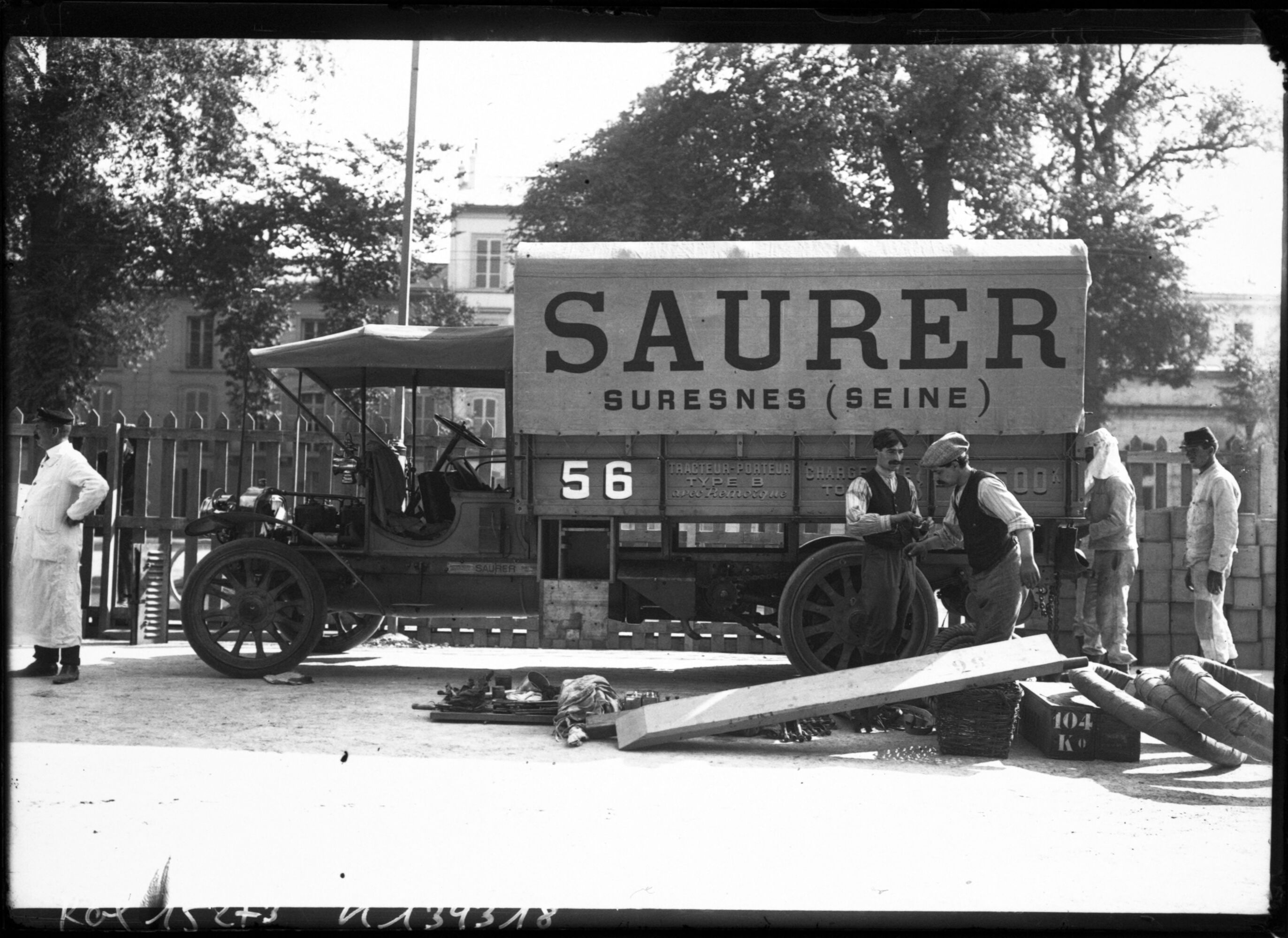
Saurer type B au concours d'endurance du ministère de la Guerre de 1911.

Le type B est dérivé du modèle suisse fabriqué à Arbon par l'usine-mère de Saurer. Fabriqué de manière indépendante dans l'usine française, il se classe premier au concours d'endurance de juillet-août 1911 organisé par le ministère de la Guerre.
Sa charge utile, annoncée en 1911 de 5 t, est réduite l'année suivante à 3,5 t. Le type B est à nouveau primé aux concours de 1912, de 1913 et de 1914. La version produite à partir de 1913 est désignée B4 et sa production s'étend jusqu'en 1920.
À la mobilisation d'août 1914, l'Armée française réquisitionne les modèles achetés par les particuliers (ayant bénéficié des primes ministérielles) puis commande de nouveaux camions sortant d'usine. Les Saurer type B servent notamment dans l'artillerie lourde comme transporteurs de munitions ou de matériel, mais également dans les sections de transport de matériel,. En 1915, le Saurer type B est testé comme porteur de canon de 75 mais le Jeffery Quad à quatre roues motrices est finalement adopté dans ce rôle. En 1918, l'emploi des véhicules est rationalisés par constitution d'unités homogènes et les type B sont regroupés dans l'artillerie lourde ou de campagne.
L'Armée teste en novembre 1917 pendant la guerre une variante où l'essieu arrière est remplacé par un train chenillé. 300 jeux de chenilles sont commandés, 271 sont livrés et les Saurer les ayant reçus servent comme transports de munitions dans la réserve générale d'artillerie.
Dans l'entre-deux-guerres, le type B est retenu pour le port du canon de 105 mm long modèle 1913 au sein de l'artillerie portée. Dans cet usage, ils sont toujours en service au début de la Seconde Guerre mondiale, jusqu'à la bataille de France.

## Conception
Le Saurer type B est doté d'une transmission à chaînes. Les camions Saurer sont également équipés de dispositifs avancés : un frein-moteur à air comprimé, un carburateur automatique et un régulateur de vitesse à 25 km/h.
Le moteur, un quatre-cylindres groupés deux par deux, est du modèle conçu à Arbon en 1907 et est commun aux types A, B et C. D'une cylindrée de 5,3 l, il donne au type B une puissance de 30 ch.